# Soe (Hummuli)
Soe – wieś w Estonii, prowincji Valga, w gminie Hummuli.